# 유체

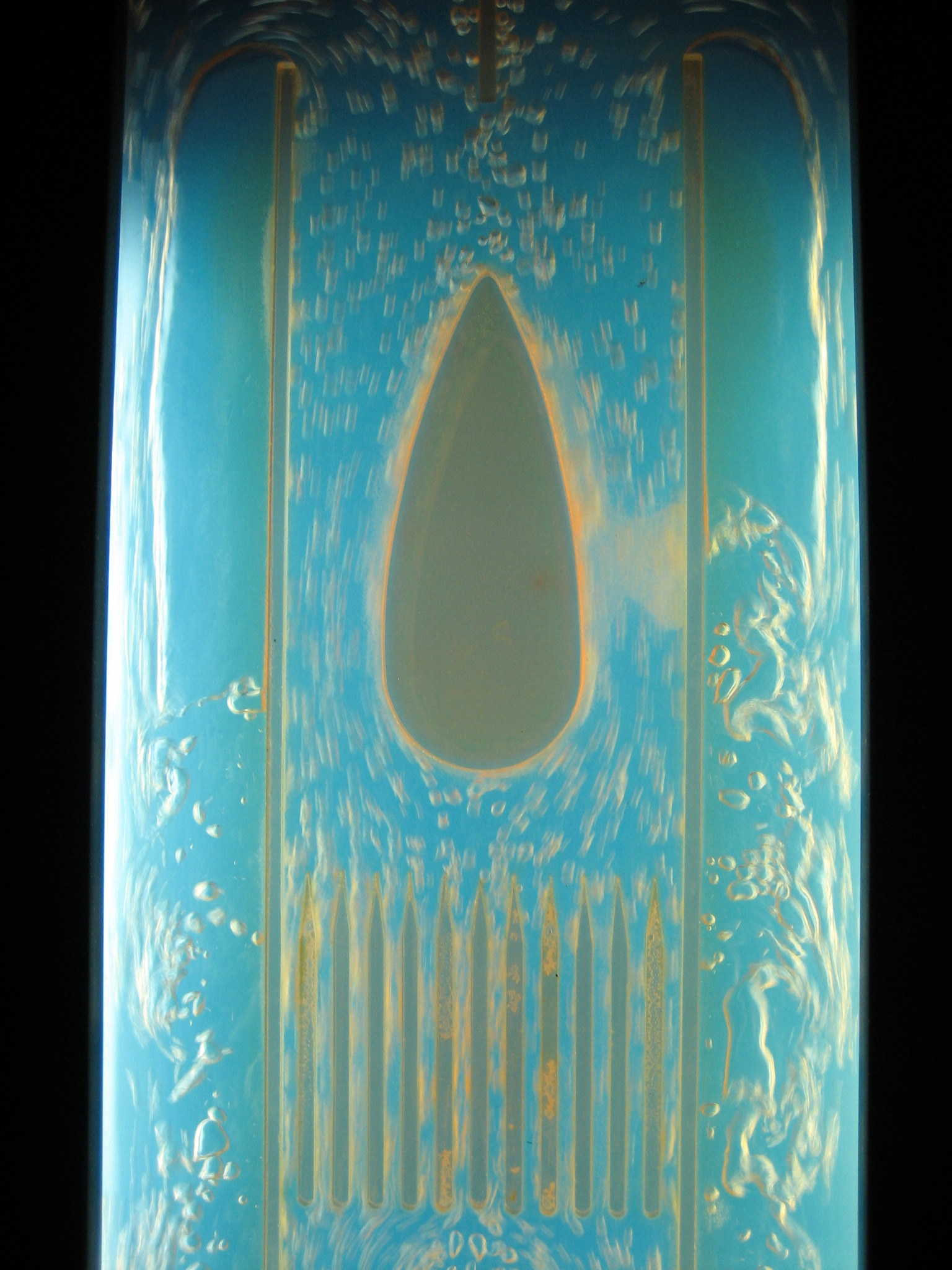

유체(流體, 영어: fluid)는 고체에 비해 형상이 일정하지 않아 변형이 쉽고 자유로이 흐를 수 있는 액체(液體)와 기체(氣體)와 플라즈마를 총칭하는 말이다. 유체유동의 현상에 대해 다루는 학문은 유체역학이라고 한다.

## 물리적 특성
유체는 일반적으로 다음과 같은 물리적 특성을 가지고 있다.
- 외부 압력에 저항하는 성질인 점성을 가지고 있으며, 초유체와 같이 특수한 경우에는 점성이 없다.
- 흐르는 성질인 유동성을 가지고 있다.

유체는 고체와는 다르게 치밀성(compactness)과 강성(rigidity)을 가지지 않으며 아주 작은 전단 응력이 가해지는 경우에도 연속적으로 변형된다. 물질을 구성하는 분자들의 상호 간 거리를 비교해보면 고체에 비해 액체, 기체 순으로 거리가 증가한다.

## 유체의 분류
- 점성에 따른 분류

- 뉴턴 유체(Newtonian fluid) : 뉴턴의 점성 법칙을 따르는 유체. 점성 유체(viscous fluids)라고도 한다.
- 비뉴턴 유체 : 뉴턴의 점성 법칙을 따르지 않는 유체. 비 점성 유체(inviscid fluids)라고도 한다.

- 압축성에 따른 분류

- 압축성 유체(compressible fluids) : 유체에 압력을 주거나 유체가 초음속이 되는 경우 체적이 감소하거나 밀도변화가 일어나는 유체.
- 비압축성 유체(incompressible fluids) : 일반적으로 물이나 기름처럼 압력이나 유속의 변화에 따라 체적이 변하지 않는(즉 밀도의 변화를 무시할 수 있는(ρ=constant)) 유체.

뉴턴 유체와 비압축성 유체는 실제로 존재하지는 않으나, 이론적인 정립을 위해 있다고 가정한다. 점성과 압축성의 영향을 완전히 무시한 가상 유체를 완전유체(perfect fluids) 또는 이상유체(ideal fluids)라고 한다.

## 같이 보기
- 물질
- 유체동역학

## 참고 자료
- 고영하; 권혁칠, 조성갑, 정운철 (2012). 《유체역학》 초판. 북스힐. 10-11쪽. ISBN 89-5526-286-8.